# Каона (Кучево)
Каона је насеље у Србији у општини Кучево у Браничевском округу. Према попису из 2022. било је 447 становника.

## Демографија
У насељу Каона живи 589 пунолетних становника, а просечна старост становништва износи 44,3 година (42,4 код мушкараца и 46,1 код жена). У насељу има 201 домаћинство, а просечан број чланова по домаћинству је 3,54.
Становништво у овом насељу веома је нехомогено.
|  |

| Демографија | Демографија | Демографија |
| Година      | Становника  | Становника  |
| ----------- | ----------- | ----------- |
| 1948.       | 1.153       |             |
| 1953.       | 1.204       |             |
| 1961.       | 1.170       |             |
| 1971.       | 1.101       |             |
| 1981.       | 1.042       |             |
| 1991.       | 937         | 824         |
| 2002.       | 712         | 896         |
| 2011.       | 589         |             |

| Етнички састав према попису из 2002.‍ | Етнички састав према попису из 2002.‍ | Етнички састав према попису из 2002.‍ | Етнички састав према попису из 2002.‍ | Етнички састав према попису из 2002.‍ |
| ------------------------------------ | ------------------------------------ | ------------------------------------ | ------------------------------------ | ------------------------------------ |
|                                      |                                      |                                      |                                      |                                      |
| Срби                                 | Срби                                 |                                      | 383                                  | 53,79%                               |
| Власи                                | Власи                                |                                      | 245                                  | 34,41%                               |
| Румуни                               | Румуни                               |                                      | 4                                    | 0,56%                                |
| непознато                            | непознато                            |                                      | 6                                    | 0,84%                                |

| Година пописа     | 1948. | 1953. | 1961. | 1971. | 1981. | 1991. | 2002. |
| ----------------- | ----- | ----- | ----- | ----- | ----- | ----- | ----- |
| Број домаћинстава | 245   | 259   | 260   | 261   | 251   | 224   | 201   |

| Број чланова      | 1  | 2  | 3  | 4  | 5  | 6  | 7  | 8 | 9 | 10 и више | Просек |
| ----------------- | -- | -- | -- | -- | -- | -- | -- | - | - | --------- | ------ |
| Број домаћинстава | 36 | 45 | 28 | 27 | 20 | 28 | 11 | 5 | 1 | 0         | 3,54   |

| Пол    | Укупно | Неожењен/Неудата | Ожењен/Удата | Удовац/Удовица | Разведен/Разведена | Непознато |
| ------ | ------ | ---------------- | ------------ | -------------- | ------------------ | --------- |
| Мушки  | 291    | 57               | 200          | 23             | 9                  | 2         |
| Женски | 318    | 22               | 203          | 76             | 16                 | 1         |
| УКУПНО | 609    | 79               | 403          | 99             | 25                 | 3         |

| Пол    | Укупно                    | Пољопривреда, лов и шумарство | Рибарство                            | Вађење руде и камена | Прерађивачка индустрија       |
| ------ | ------------------------- | ----------------------------- | ------------------------------------ | -------------------- | ----------------------------- |
| Мушки  | 143                       | 9                             | 0                                    | 9                    | 37                            |
| Женски | 52                        | 12                            | 0                                    | 1                    | 17                            |
| УКУПНО | 195                       | 21                            | 0                                    | 10                   | 54                            |
| Пол    | Производња и снабдевање   | Грађевинарство                | Трговина                             | Хотели и ресторани   | Саобраћај, складиштење и везе |
| Мушки  | 1                         | 11                            | 24                                   | 3                    | 27                            |
| Женски | 0                         | 0                             | 10                                   | 3                    | 1                             |
| УКУПНО | 1                         | 11                            | 34                                   | 6                    | 28                            |
| Пол    | Финансијско посредовање   | Некретнине                    | Државна управа и одбрана             | Образовање           | Здравствени и социјални рад   |
| Мушки  | 0                         | 1                             | 3                                    | 3                    | 2                             |
| Женски | 1                         | 2                             | 0                                    | 2                    | 2                             |
| УКУПНО | 1                         | 3                             | 3                                    | 5                    | 4                             |
| Пол    | Остале услужне активности | Приватна домаћинства          | Екстериторијалне организације и тела | Непознато            | Непознато                     |
| Мушки  | 0                         | 0                             | 0                                    | 13                   | 13                            |
| Женски | 0                         | 0                             | 0                                    | 1                    | 1                             |
| УКУПНО | 0                         | 0                             | 0                                    | 14                   | 14                            |